# ロバータ (アルバム)
『ロバータ』（Roberta）は、アメリカ合衆国のR&B歌手ロバータ・フラックが1994年に発表したスタジオ・アルバム。

## 背景
収録曲の大部分はジャズ、ブルース、R&Bのスタンダード・ナンバーのカヴァーである。「プレリュード・トゥ・ア・キッス」のイントロダクションには、デューク・エリントン・オーケストラの演奏による「Cジャム・ブルース」のサンプリングが使用され、同曲ではアート・ブレイキー&ザ・ジャズ・メッセンジャーズのアルバム『モーニン』収録曲「アー・ユー・リアル」のドラム・パートもサンプリングされた。
唯一のオリジナル曲「ユール・ネヴァー・ノウ」のレコーディングには、ランディ・ブレッカーやグウェン・ガスリー等が参加した。

## 反響・評価
セールス的には成功に至らず、『ビルボード』の各種アルバム・チャート入りを逃す結果となった。第37回グラミー賞では最優秀トラディショナル・ポップ・ボーカル・パフォーマンス賞にノミネートされた。
Dimitri Ehrlichは『エンターテインメント・ウィークリー』のレビューにおいてAマイナスを付け「フラックの声は、いつもながらしなやかでドラマティックで温かい。確かに、形式的にも内容的にも少々コンテンポラリーR&Bに追従しているが、それは別段問題でない」と評している。また、1994年10月17日付の『ピープル』誌のレビューでは「声、ピアノ、ベースだけで"My Romance"のようなジャズ時代の古臭い曲に新たな命を吹き込んでいる一方、何故フラックは"Sweet Georgia Brown"のように過剰なアレンジの失策で聴き手を悩ませるのか理解に苦しむ」「幸い、不適切な解釈による心地よいだけの曲より、ブルーなムードの曲の方が多い」と評されている。

## 収録曲
1. レッツ・ステイ・トゥゲザー - "Let's Stay Together" (Willie Mitchell, Al Green, Al Jackson Jr.) – 4:55
2. スウィート・ジョージア・ブラウン - "Sweet Georgia Brown" (Ben Bernie, Maceo Pinkard, Kenneth Casey / Additional lyrics by Jerry Barnes, Roberta Flack, Katreese Barnes) – 5:14
3. スリル・イズ・ゴーン - "Thrill Is Gone" (Roy Hawkins, Rick Darnell) – 5:14
4. イット・マイト・ビー・ユー - "It Might Be You" (Alan Bergman, Marilyn Bergman, Dave Grusin) – 10:03
5. センチメンタル・ムード - "In a Sentimental Mood" (Duke Ellington, Irving Mills, Manny Kurtz) – 3:08
6. ピュア・ラヴ - "Looking for Another Pure Love" (Stevie Wonder) – 4:50
7. ベイビー・アイム・ユアーズ - "I Don't Care Who Knows (Baby I'm Yours)" (Ella Johnson, Buddy Johnson) – 4:05
8. プレリュード・インタールード - "Prelude to a Kiss - Intro" – 0:43
9. プレリュード・トゥ・ア・キッス - "Prelude to a Kiss" (Irving Gordon, Irving Mills) – 4:27
10. エンジェル・アイズ - "Angel Eyes" (Matt Dennis, Earl Brent) – 6:35
11. テンダリー - "Tenderly" (Jack Lawrence, Walter Gross) – 3:48
12. コテージ・フォー・セール - "Cottage for Sale" (Larry Coneley, Willard Robison) – 4:37
13. ロマンチックじゃない? - "Isn't It Romantic?" (Richard Rodgers, Lorenz Hart) – 3:42
14. マイ・ロマンス - "My Romance" (Richard Rodgers, Lorenz Hart) – 5:39
15. ユール・ネヴァー・ノウ - "You'll Never Know ('Til You Let Go)" (Barry Miles, Katreese Barns, Jerry Barnes, Roberta Flack) – 5:20

## 参加ミュージシャン
- ロバータ・フラック - ボーカル
- ジェリー・バーンズ - ベース、ギター、プログラミング、バックグラウンド・ボーカル
- カトリース・バーンズ - ピアノ、キーボード、シンセサイザー、サクソフォーン、バックグラウンド・ボーカル
- バーナード・ライト - ピアノ(on #1, #3)、シンセサイザー(on #1, #3, #12)、クラビネット(on #3)、キーボード(on #4, #5, #7, #9)、バックグラウンド・ボーカル(on #5)、シンセベース(on #9)
- ケニー・バロン - ピアノ(on #4, #10, #11, #13)
- バリー・マイルス - キーボード(on #7, #15)、ピアノ(on #14)
- リッチ・ケラー - プログラミング(on #4, #8)、キーボード(on #4, #8)
- シェーン・カイスター - プログラミング(on #8, #15)、モーグ・ベース(on #12)
- ハイラム・ブロック - ギター(on #1)
- フィリップ・ハミルトン - ギター(on #2, #3, #4, #6, #7)
- ポール・ペスコ - ギター(on #4)
- ポール・ピンズラー - ギター(on #12)
- レイ・ドラモンド - ベース(on #4, #10, #11, #13)
- アンソニー・ジャクソン - ベース(on #14, #15)
- イヴァン・ハンプデン - ドラムス(on #1)
- スティーヴ・ジョーダン - ドラムス(on #2)
- ウィリアム・ハウス - ドラムス(on #3)
- ベン・ライリー - ドラムス(on #4, #5, #10, #11, #13)、コンガ(on #6)
- バディ・ウィリアムス - ハイハット(on #5)、ドラムス(on #7, #12)
- アラン・シュワルツバーグ - ドラムス(on #15)
- スティーヴ・クルーン - パーカッション(on #1, #5, #6)
- スティーヴ・ソーントン - パーカッション(on #1, #3, #10, #11, #12, #13)、ティンバレス(on #5)
- ゲイリー・フリッツ - パーカッション(on #2)
- バシリ・ジョンソン - パーカッション(on #4, #15)
- アーロン・フラッグ - トランペット(on #2, #6, #13)
- ロジャー・バイアム - テナー・サクソフォーン(on #12, #13)
- ランディ・ブレッカー - フリューゲルホルン(on #15)
- トニー・テリー - バックグラウンド・ボーカル(on #4)
- アンドレ・スミス - バックグラウンド・ボーカル(on #4)
- カーティス・キング - バックグラウンド・ボーカル(on #15)
- グウェン・ガスリー - バックグラウンド・ボーカル(on #15)